# Стреза
Стреза (итал. Stresa) је насеље у Италији у округу Вербано-Кузио-Осола, региону Пијемонт.
Према процени из 2011. у насељу је живело 3985 становника. Насеље се налази на надморској висини од 218 м.

## Становништво
Према резултатима пописа становништва 2011. у општини је живело 4.816 становника.
| 1931. | 1936. | 1951. | 1961. | 1971. | 1981. | 1991. | 2001. | 2011. |
| ----- | ----- | ----- | ----- | ----- | ----- | ----- | ----- | ----- |
| 4.139 | 4.040 | 4.555 | 4.777 | 5.122 | 5.162 | 4.684 | 4.836 | 4.816 |